# Infurcitinea palpella
Infurcitinea palpella is een vlinder uit de familie Meessiidae. De wetenschappelijke naam van deze soort is voor het eerst voorgesteld door William Trowbridge Merrifield Forbes in een publicatie uit 1931.
De soort komt voor in Puerto Rico.